# Distrito de Tongeren
El Distrito de Tongeren (en francés: Arrondissement de Tongres; en neerlandés: Arrondissement Tongeren) es uno de los tres distritos administrativos de la Provincia de Limburgo (Bélgica). Posee la doble condición de distrito administrativo y judicial. También pertenecen al distrito judicial de Tongeren, los municipios de Bocholt, Bree, Kinrooi, Meeuwen-Gruitrode, Dilsen-Stokkem y Maaseik, pertenecientes al vecino distrito de Maaseik, así como los municipios de As, Genk, Opglabbeek y Zutendaal, del distrito de Hasselt.

## Lista de municipios
- Alken
- Bilzen
- Borgloon
- Heers
- Herstappe
- Hoeselt
- Kortessem
- Lanaken
- Maasmechelen
- Riemst
- Tongeren
- Voeren
- Wellen

- Datos: Q93549